# Antonio Buccellati
Pour l’article homonyme, voir Buccellati.
Antonio Buccellati (né le 22 mai 1831 à Milan, mort le 5 février 1890 dans la même ville) est un juriste et écrivain italien.

## Biographie
Buccellati est d'abord professeur de littérature classique au séminaire épiscopal de Milan, puis au lycée local Calchi-Taeggi. En 1860, il est professeur de droit canonique et en 1865 de droit pénal à l'université de Pavie. En 1888, il devient membre honoraire de la Société Juridique de Berlin. Ses nombreuses œuvres sont principalement des monographies littéraires et historiques (notamment sur Dante) et des écrits juridiques. Il écrit le roman L'Allucinato en 1876.

## Œuvres
- Sommi principii del diritto penale, 1865
- Del reato, 1866
- Il codice penale per l’esercito, 1870
- Pena militare, 1871
- Prigioni militari, 1872
- L’abolizione della pena di morte, 1872
- Manzoni ossia il progresso morale, civle e letterario, 1873
- La lingua parlata di Firenze e la lingua letteraria in Italia, 1875
- La pena, 1875
- Le système cellulaire, 1876
- Il reato di bancarotta, 1876
- Le prigioni della Spagna, 1876
- La scuola francese e la scuola italiana di diritto penale, 1877
- Relazione intorno agli studii della commissione pel riesame del progetto di codice penale italiano, 1878–79
- La libertà di stampa, 1880
- Il nihilismo e la ragione del diritto penale, 1882
- Progetto del codice penale libro I, 1887